# Listă de pictori ruși
Aceasta este o listă a pictorilor din Federația Rusă, Uniunea Sovietică, Imperiul Rus, Țaratul Rusiei și Marele Ducat al Moscovei, inclusiv rușii etnici și alte etnii care trăiesc în Rusia. Această listă include și pe cei care s-au născut în Rusia, dar mai târziu au emigrat și pe cei care s-au născut în altă parte, dar au imigrat sau au lucrat acolo pentru o perioadă semnificativă de timp.
| Baronova   | Chagall    | Kandinski    |
| Aivazovski | Chagall    | Kandinski    |
| Nijinski   | Barâşnikov | Nureev       |
| Repin      | Roerich    | Serebriakova |

## A
- Taisia Afonina, (1913–1994)
- Ivan Aivazovski, (1817-1900), autor al picturii Al nouălea val și a peste 6000 picturi, în special peisaje marine
- Piotr Alberti, (1913–1994)
- Fedor Alekseev, (1753–1824) peisagist proeminent, „Canaletto al rușilor"
- Nathan Altman, (1879–1970)
- Nikolai Anokhin,  (1966–) pictor peisagist și natură moartă
- Evgenia Antipova, (1917–2009)
- Boris Anrep, (1883-1967), pictor, cunoscut pentru mozaicuri realizate
- Alexei Antropov, (1716–1795), portretist sec. al XVII-lea
- Abram Arkhipov, (1862–1930)
- Ivan Argunov, (1729–1802) portretist sec. al XVIII-lea
- Mariam Aslamazian, (1907–2006)

## B

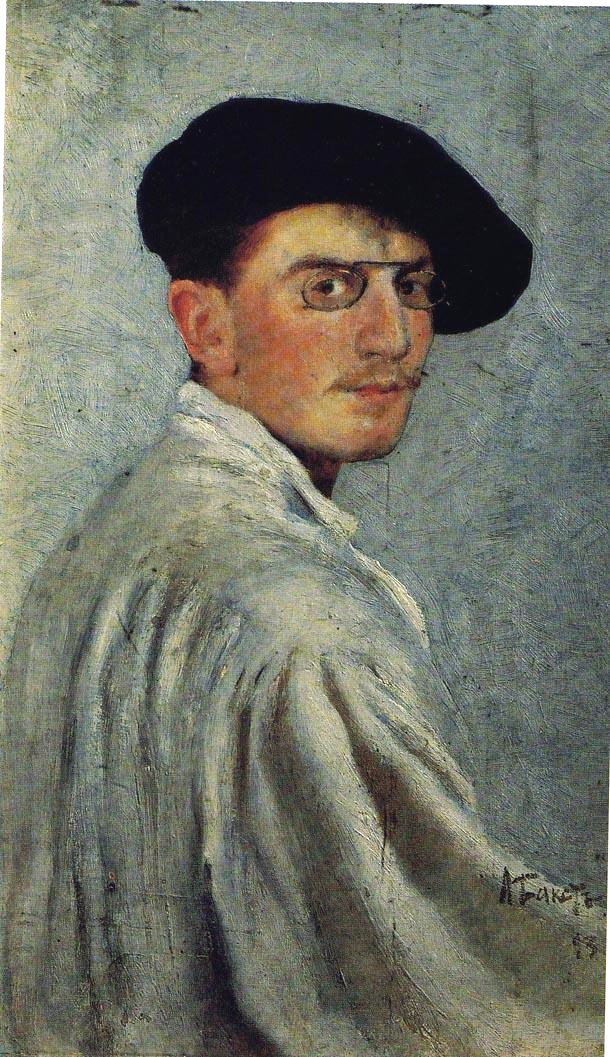
Leon Bakst

- Léon Bakst, (1866–1924) scenograf și stilist de balet, autor al  Terror Antiquus
- Irina Baldina, (1922–2009)
- Vladimir Baranov-Rossine, (1888–1944)
- Maria Bașkirțeva, (1858–1884)autoarea picturii:În studio (1881)
- Nikolai Baskakov, (1918–1993), autor al picturii:Lenin în Kremlin, 1960
- Evgenia Baikova, (1907–1997)
- Vsevolod Bazhenov, (1909–1986)
- Konstantin Bogaevski, (1872–1943)
- Nikolai Bogdanov-Belski, (1868–1945)
- Piotr Belousov, (1912–1989)
- Yuri Belov, (n. 1929)
- Alexandre Benois, artist și critic de artă, scenograf influent, autor al Călărețului de bronz, statuia lui Petru cel Mare
- Veniamin Borisov, (n. 1935)
- Victor Borisov-Musatov, (1870–1905) pictor postimpresionist, creator al Simbolismului rus
- Vladimir Borovikovski,  (1757–1825), portretist faimos la sf. sec. al IX-lea
- Ivan Bilibin, (1876–1942) pictor și scenograf, faimos pentru ilustrațiile sale despre mitologia slavă și opere bazate pe basme rusești
- Osip Braz, (1873–1936)
- Alexei Brodovici, (1898–1971) pictor, ilustrator, grafician, fotograf
- Isaak Brodski, (1884–1939)
- Karl Briullov, (1799–1852) pictor neoclasic, autor al picturii Ultima zi a Pompeiului
- Varvara Bubnova, (1886–1983)
- Piotr Buchkin, (1886–1965)
- Erik Bulatov, (n. 1933)
- David Burliuk, (1882–1967)

## C

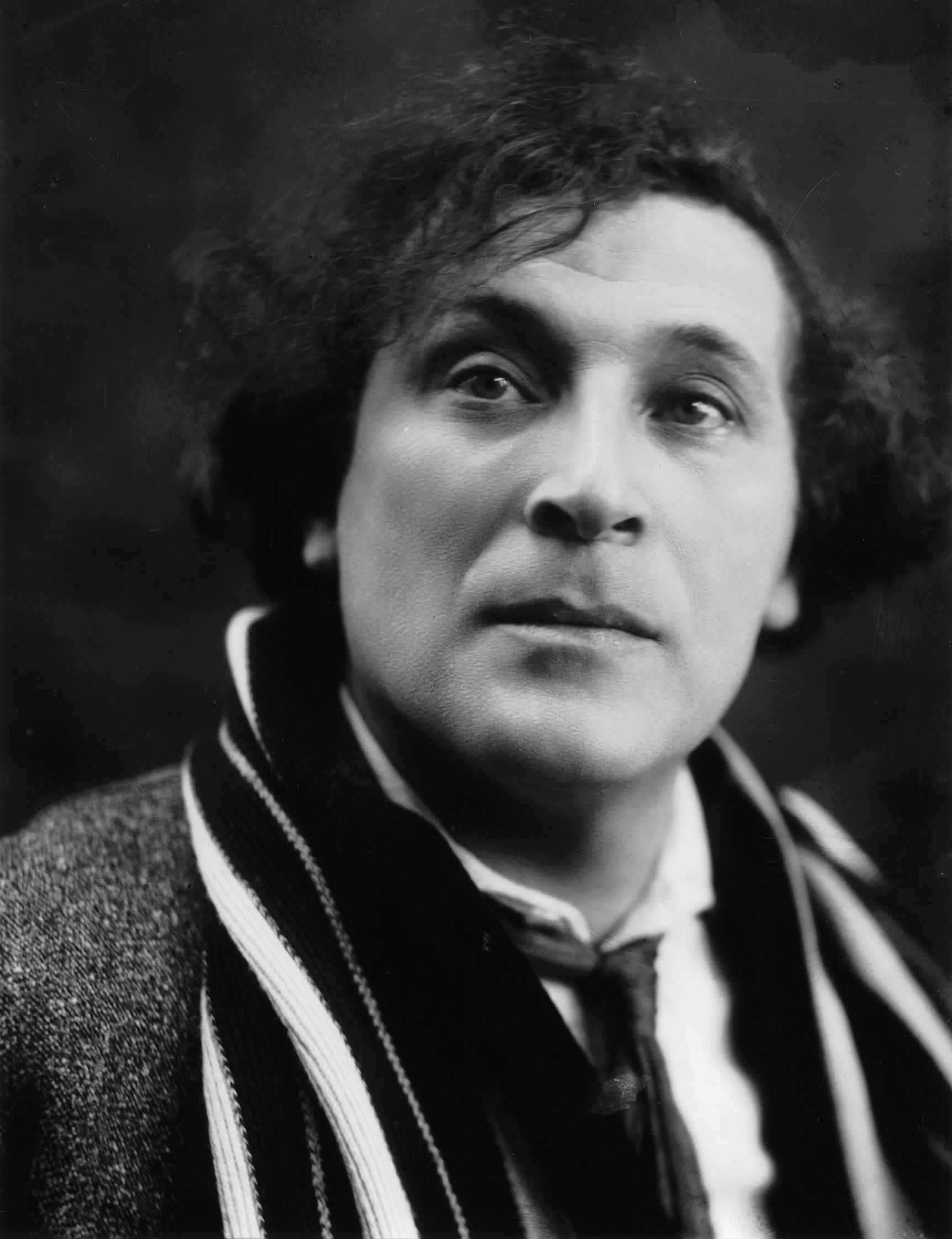
Marc Chagall

- Marc Chagall, (1887–1985) artist polimat, pionier al modernismului și artei figurative,
- Vladimir Cekalov, (1922–1992)
- Nikolai Cehov, (1858–1889)
- Evgheni Ciuikov, (1924–2000)
- Evgheni Ciuprun, (1927–2005)
- Pavel Chistiakov, (1832–1919) pictor de scene istorice și portretist

## D
- Mai Danțig, (n. 1930)

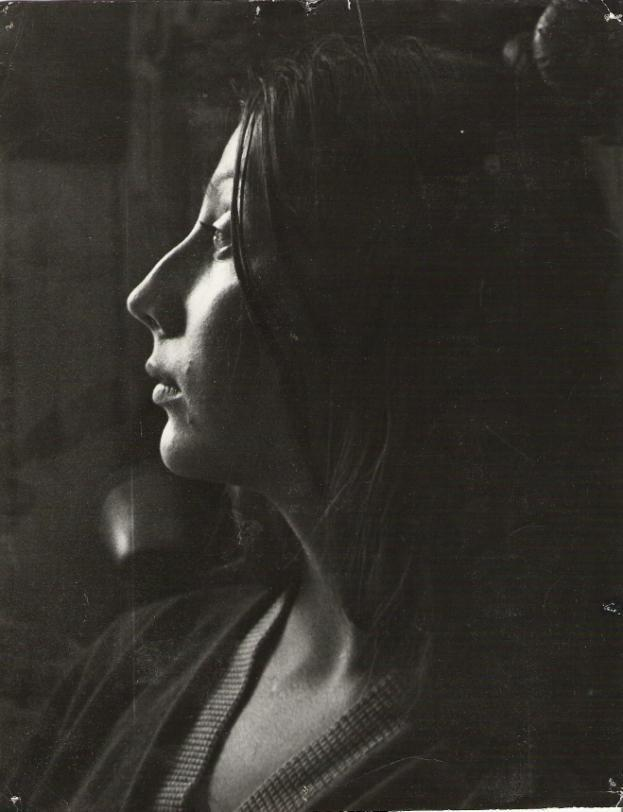
Iulia Dolgorukova

- Olga Della-Vos-Kardovskaia, (1875–1952)
- Alexander Deineka, (1899–1969)
- Dionisius, (c. 1440–1502) pictor medieval de icoane, autor al frescei din Mănăstirea Ferapontov
- Irina Dobrekova, (n. 1931)
- Aleksandr Drevin, (1889–1938)
- Iulia Dolgorukova, (n. 1962)
- Alexander Deineka, maestru al realismului socialist, autor al mozaicului din metroul moscovit din stația Maiakovskaia
- Mstislav Dobujinski,

## E
- Aleksandra Ekster, (1882–1949)
- Alexei Eriomin, (1919–1998)

## F
- Robert Falk, (1886–1958)
- Nicolai Fechin, (1881–1955)
- Pavel Filonov, (1883–1941)

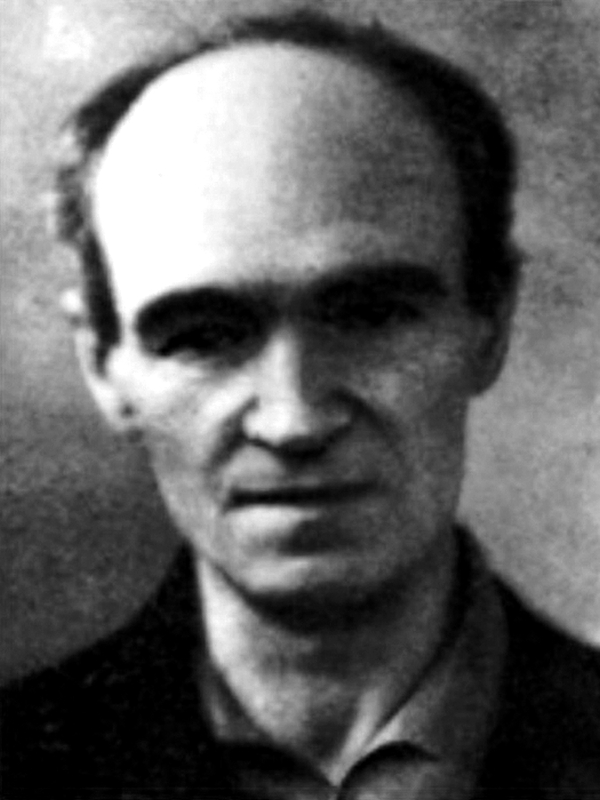
Pavel Filonov

- Konstantin Flavițki, (1830–1866) pictor neoclasic
- Rudolf Frentz, (1888–1956)
- Sergei Frolov, (1924–1998)
- Vladimir Favorski, (1886–1964) artist grafic , faimos pentru gravurile sale în lemn
- Pavel Fedotov, (1815–1852) pictor realist, "Hogarth-ul rușilor" autor al picturii:Tânăra văduvă, 1861

## G

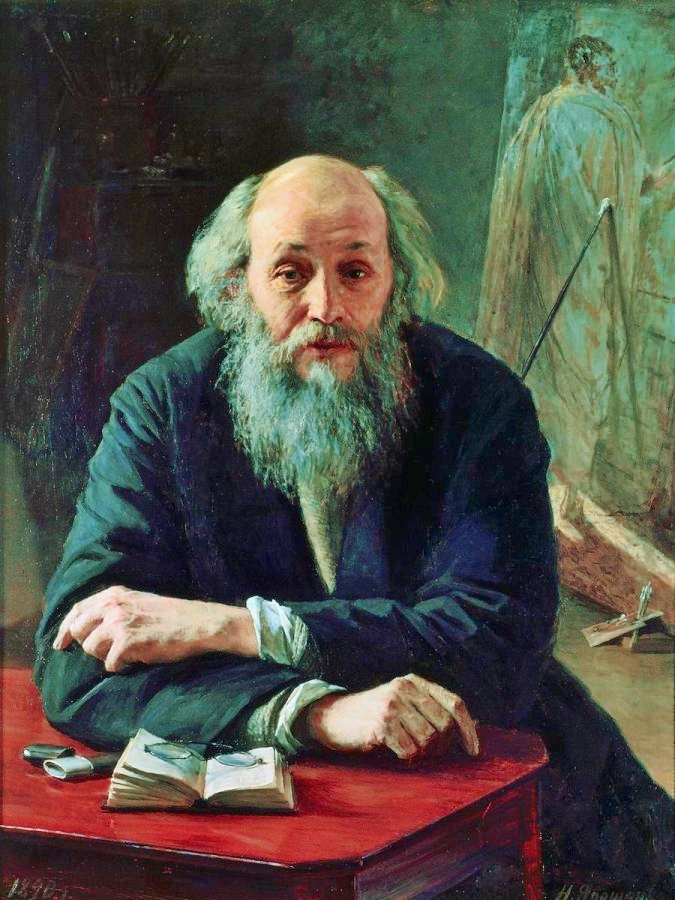
Nikolai Ge

- Nikolai Ge, (1831–1894) pictor realist, faimos pentru lucrări cu temă istorică și religioasă, autor al picturilor: Petru cel Mare interogând ţareviciul Alexei Petrovici și Lev Tolstoi
- Evgheni Gabricevski
- Teofan Grecul, pictor medieval de fresce și icoane în Imperiul Bizantin și Rusia
- Nikolai Galakov, (n. 1928)
- Aleksandr Gerasimov, (1881–1963)
- Serghei Gerasimov, (1885–1964)
- Irina Getmanskaia, (n. 1939)
- Ilia Glazunov, (n. 1930)
- Aleksandr Golovin, (1863–1930)
- Vasili Golubev, (1925–1985)
- Natalia Gonciarova, (1881 – 1962)
- Vladimir Gorb, (1903–1988)
- Tatiana Gorb, (n. 1935)
- Konstantin Gorbatov, (1876–1945)
- Gavriil Gorelov, (1880–1966)
- Elena Gorokova, (n. 1933)
- Igor Grabar, (1871–1960)
- Boris Grigoriev, (1886–1939)
- Aleksei Gritsai, (1914 – 1998)
- Abram Grușko, (1918 – 1980)
- Elena Guro, (1877 – 1913)

## H

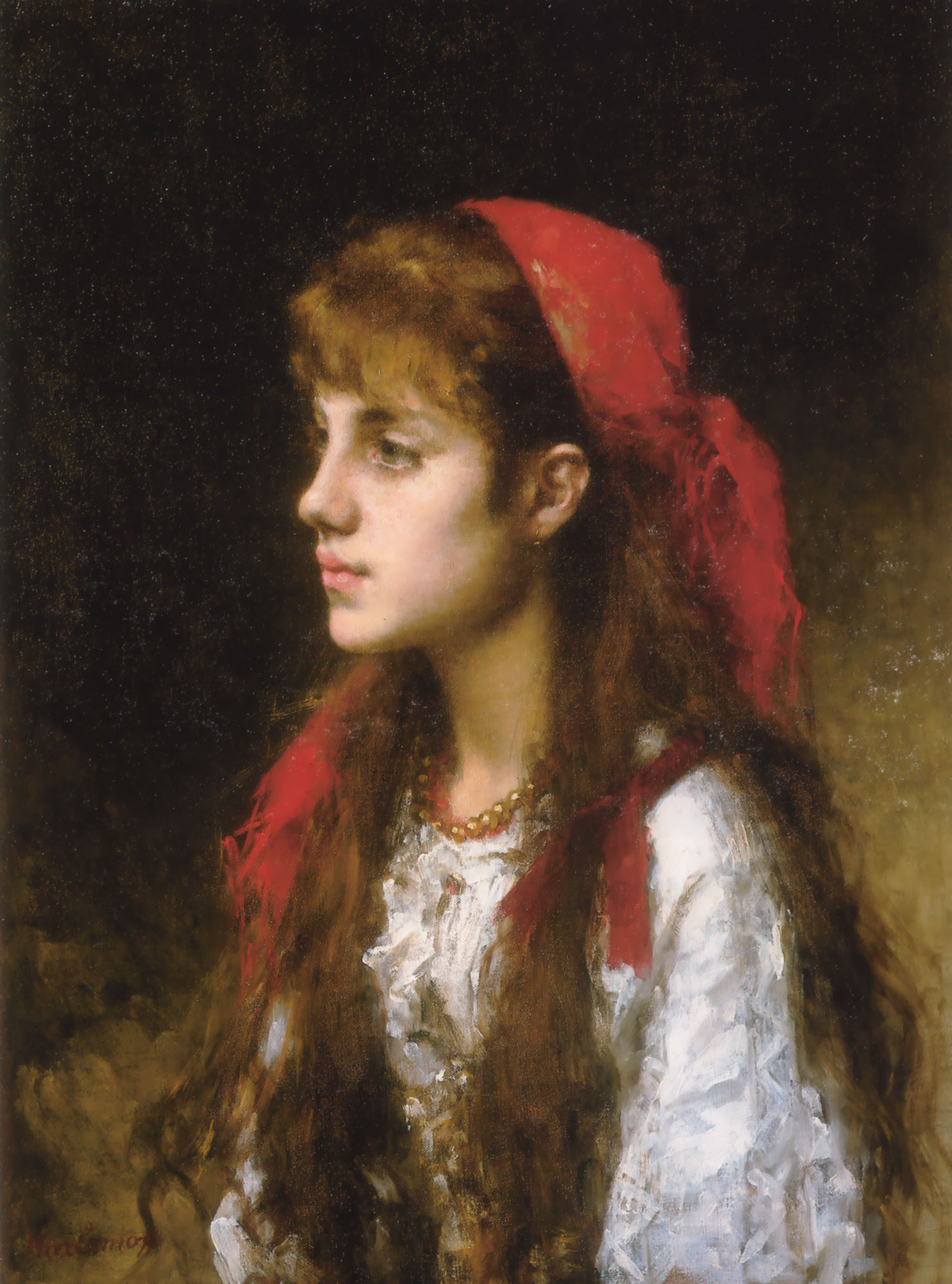
A. Harlamov. Frumusețe rusă,

- Alexei Harlamov, (1840–1925)

## I
- Alexandr Iacovlev, (1887–1938)
- Boris Ioganson, (1893–1973)
- Alexei von Iavlenski, (1864–1941)
- Alexander Ivanov, pictor neoclasic, autor al Apariţia lui Isus Cristos
- Serghei Ivanov, (1864–1910) autor al unor ilustrații faimoase din istoria Rusiei
- Serge Ivanoff, (1893–1983)

## K
- Ilia Kabakov, (1933–)

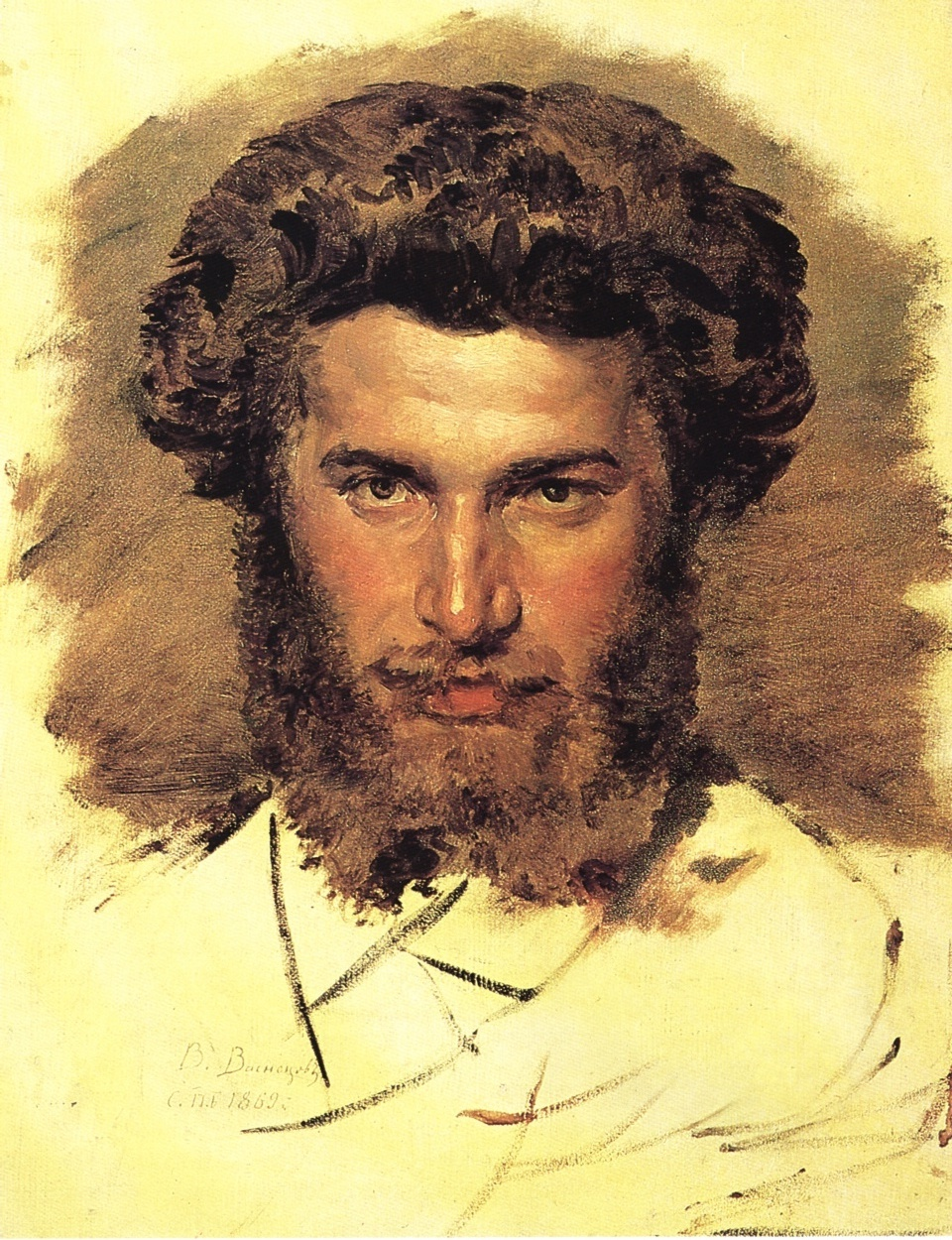
Arhip Koeindzi

Ivan Kramskoi

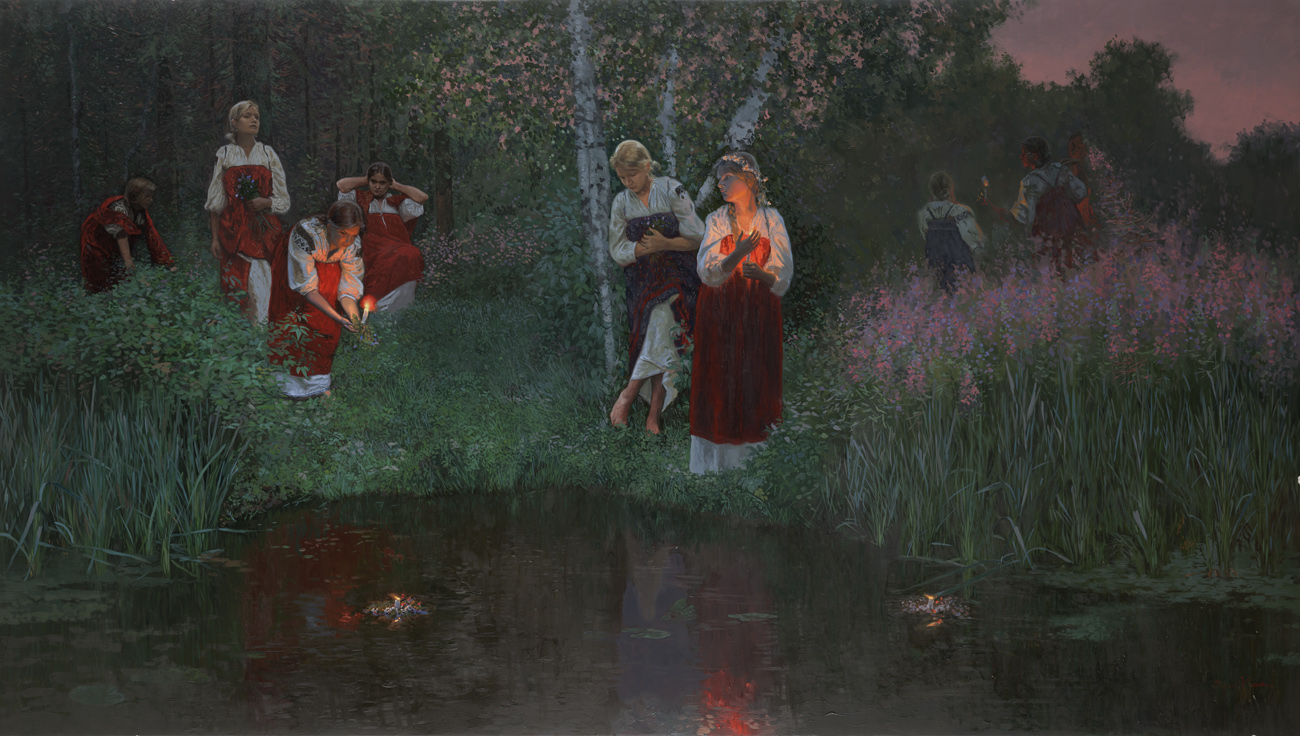
Simon Kozhin Ivan Kupala 2009

- Vasili Kandinski, (1866–1944) inventator al artei pure abstracte, fondator al Der Blaue Reiter
- Mikhail Kaneev, (1923–1983) pictor peisagist
- Dmitri Kardovski, (1866–1943)
- Nikolai Kasatkin, (1859–1930)
- Mihail Kmelko, (1919–1975)
- Iuri Kukrov, (1932–2003)
- Piotr Koncialovski, (1876–1956)
- Maia Kopițeva, (1924–2005)
- Tatiana Kopnina, (1921–2009)
- Pavel Korin, (1892–1967)
- Konstantin Korovin, pictor rus impresionist
- Boris Korneev, (1922–1974)
- Gely Korzhev, (n. 1925)
- Andrei Kolkutin, (n. 1957)
- Elena Kostenko, (n. 1926)
- Nikolai Kostrov, (1901–1995)
- Gevork Kotiantz, (1906–1996)
- Mikhail Kozell, (1911–1993)
- Engels Kozlov, (1926–2007)
- Simon Kozhin, (n. 1979)
- Ivan Kramskoi, pictor și critic de artă, autor al  Cristos în Deşert și  Femeie necunoscută
- Vladimir Kranț, (1913–2003)
- Iaroslav Krestovski, (1925–2003)
- Nikolai Krimov, (1884–1958)
- Arhip Kuindzi, (1842–1910)
- Alexander Kuprin, (1880–1960)
- Nikolai Kuznețsov, (1850–1930)
- Nikolai Kuznețov, (1879–1970)
- Pavel Kuznețov, (1878–1968)
- Orest Kiprenski, (1782–1836) pictor romantic și portretist
- Boris Kustodiev, (1878–1927), autor ale unor portrete faimoase, scene de sărbători (Soţia negustorului, Baie, Venus rusesc)

## L

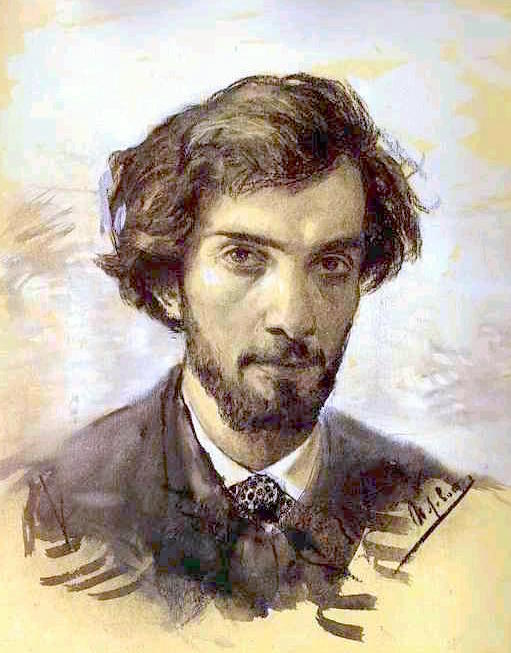
Marc Chagall

- Mihail Larionov, (1881–1964) pictor avantgardist
- Alexander Laktionov, (1910–1972)
- Valeria Larina, (1926–2008)
- Boris Lavrenko, (1920–2000)
- Ivan Lavsky, (1917–1977)
- Vladimir Lebedev, (1891–1967)
- Alexei Leonov, cosmonaut și pictor, a făcut câteva lucrări în cosmos
- Isaac Levitan, peisagist, autor al picturii Despre pacea eternă
- Rafail Sergeevici Levițki, pictor și fotograf de curte al dinastiei Romanov
- Felix Lembersky, (1913–1970)
- Leningrad Secondary Art School
- Aristarkh Lentulov, (1882–1943)
- Piotr Litvinski, (1927–2009)
- Oleg Lomakin, (1924–2010)
- Vladimir Lisunov, (1940–2000)
- El Lissitzky, pictor avantgardist, autor al picturii lui Kazimir Malevici
- Alexander Lubimov, (1879–1955)
- Boris Lukoshkov, (1922–1989)

## M
- Dmitri Maevski, (1917–1992)
- Aleksandr Makovski, (1869–1924)
- Vladimir Makovski, (1846–1920)

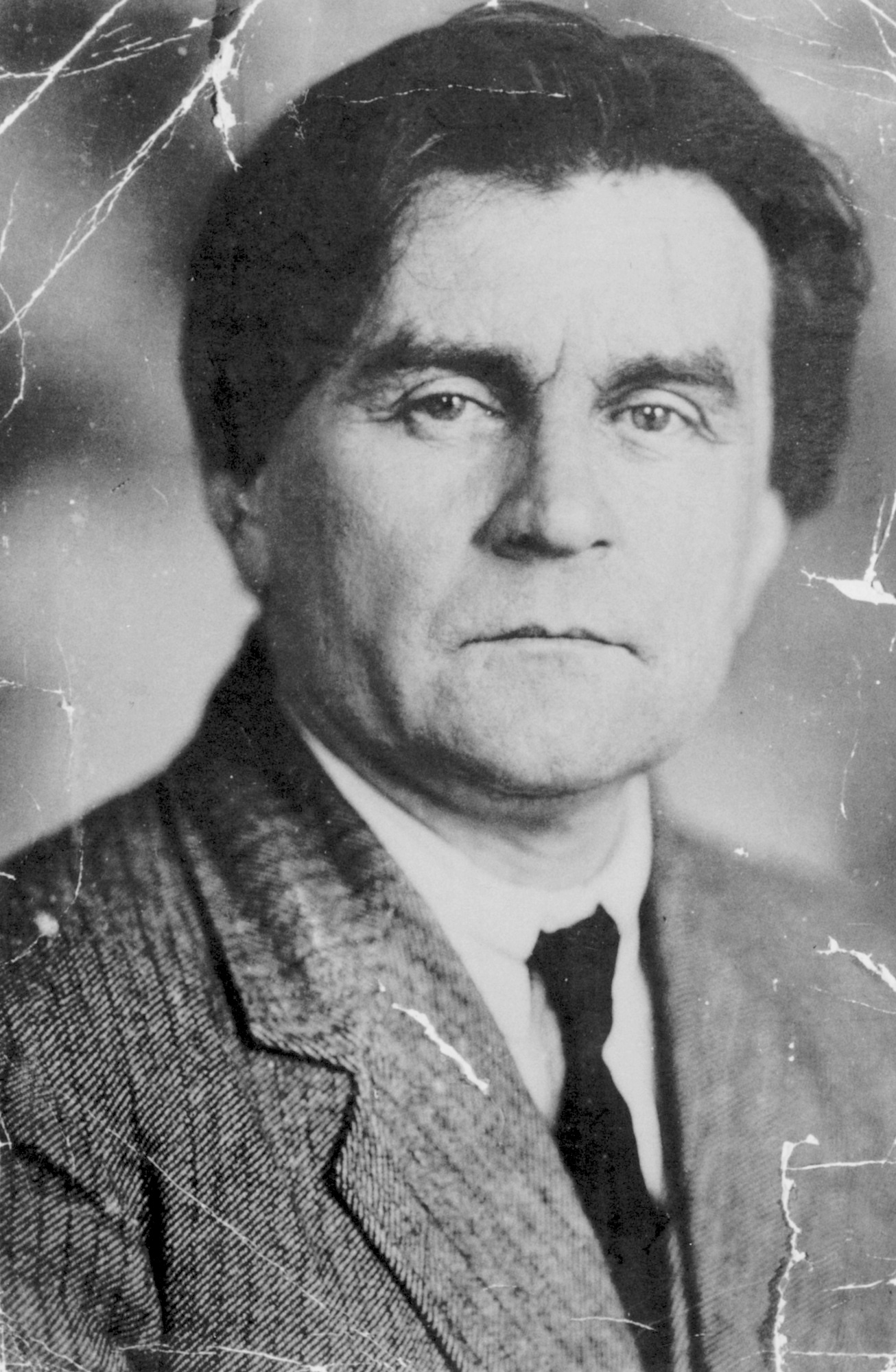
Kazimir Malevici

- Konstantin Makovski,  (1839–1915) faimos pentru picturi istorice idealizate, autor al picturilor: Tamara şi demonul, 1889 și Boieroaica
- Kazimir Malevici, (1879–1935)inventator al suprematismului, autor al picturii Pătratul negru
- Gavriil Maliș, (1907–1998)
- Filipp Maliavin, (1869–1940)
- Serghei Maliutin, (1859–1937) pictor și artist popular, a proiectat prima păpușă matrioșca
- Ilia Mașkov, (1881–1944)
- Evsei Moiseenko, (1916–1988)
- Valentina Monakhova, (n. 1932)
- Alexei Mozaev, (1918–1994)
- Nikolai Muko, (1913–1986)
- Vladimir Maiakovski, poet futurist  și artist propagandist,

## N
- Dmitri Nalbandian, (1906–1993)
- Anatoli Nasedkin, (1924–1994)
- Mihail Natarevici, (1907–1979)
- Alexander Naumov, (n. 1935)
- Tatiana Nazarenko, (n. 1944)
- Piotr Nazarov, (1921–1988)
- Vera Nazina, (n. 1931)
- Anatoli Nenartovici, (1915–1988)
- Yuri Neprințev, (1909–1996)
- Samuil Nevelștein, (1903–1983)

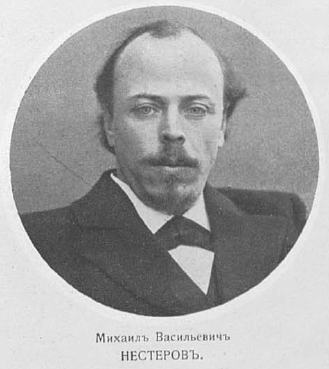
Mihail Nesterov

- Mihail Nesterov, (1862–1942) pictor religios simbolist, portretist, autor al Viziunea tânărului Bartolomeu
- Ivan Nikitin, faimos portretist al lui Ilia Repin

## O
- Dmitry Oboznenko, (1930–2002)
- Lev Orekhov, (1913–1992)

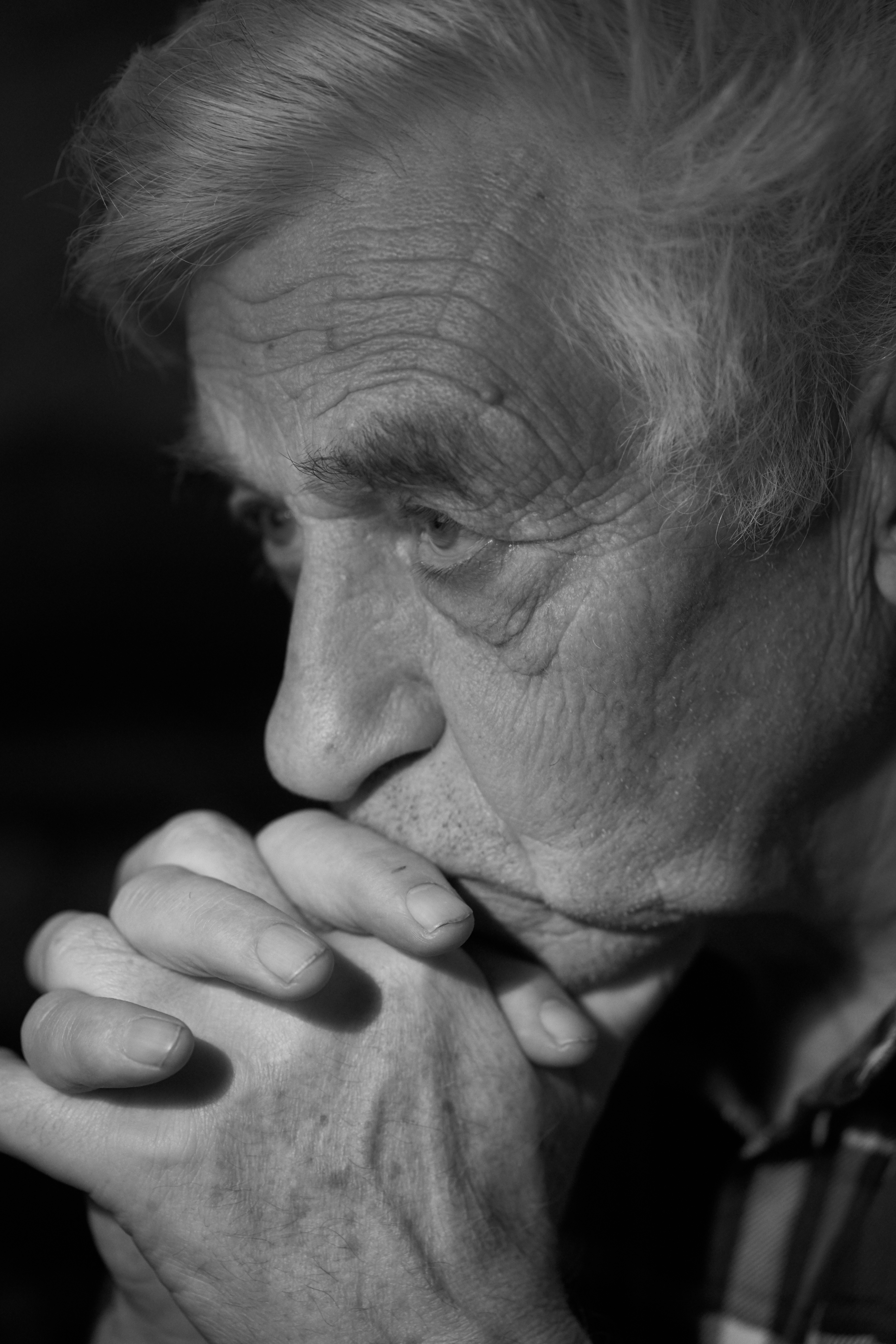
Vladimir Ovchinnikov

- Sergei Osipov, (1915–1985)  Flori, 1976
- Alexander Osmerkin, (1892–1953)
- Victor Otiev, (1935–2000)
- Nikolai Ovchinnikov, (1918–2004)
- Vladimir Ovchinnikov, (1911–1978)

## P
- Leonid Pasternak, (1862–1945)

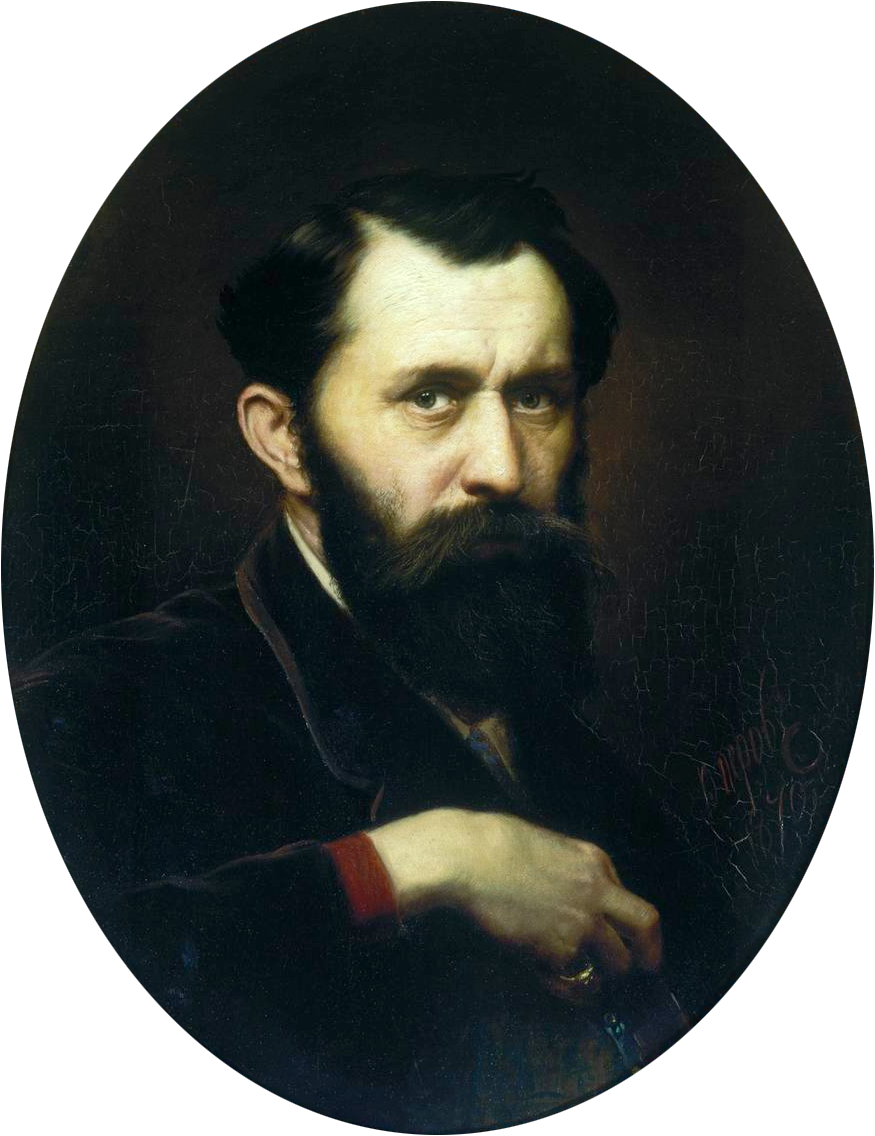
Vasili Perov

- Kuzma Petrov-Vodkin, pictor simbolist, autor al picturii La scăldat pe cal roşu
- Arkadi Plastov, (1893–1972)
- Ivan Pohitonov, (1850–1923)
- Vasili Polenov, (1844–1927) pictor peisagist, autor al Curte în Moscova și Grădina bunicii
- Serge Poliakov, (1906–1969)
- Liubov Popova, (1889–1924)
- Nikolai Pozdneev, (1930–1978)
- Evgheni Pozdnekov, (1923–1991)
- Alexander Pushnin, (1921–1991)
- Vasili Perov, pictor realist, autor al Troika și Vânătorul la odihnă

## R
- Lubov Rabinovici, (1907–2002)
- Fyodor Reshetnikov, (1906–1988)

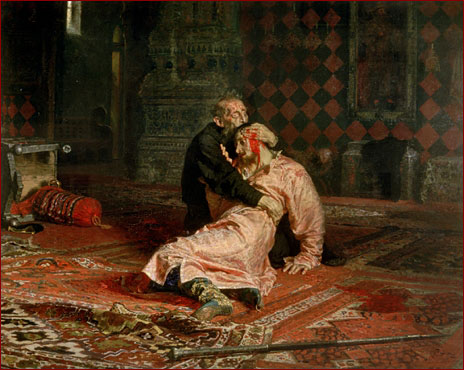
Ivan cel Groaznic şi fiul său

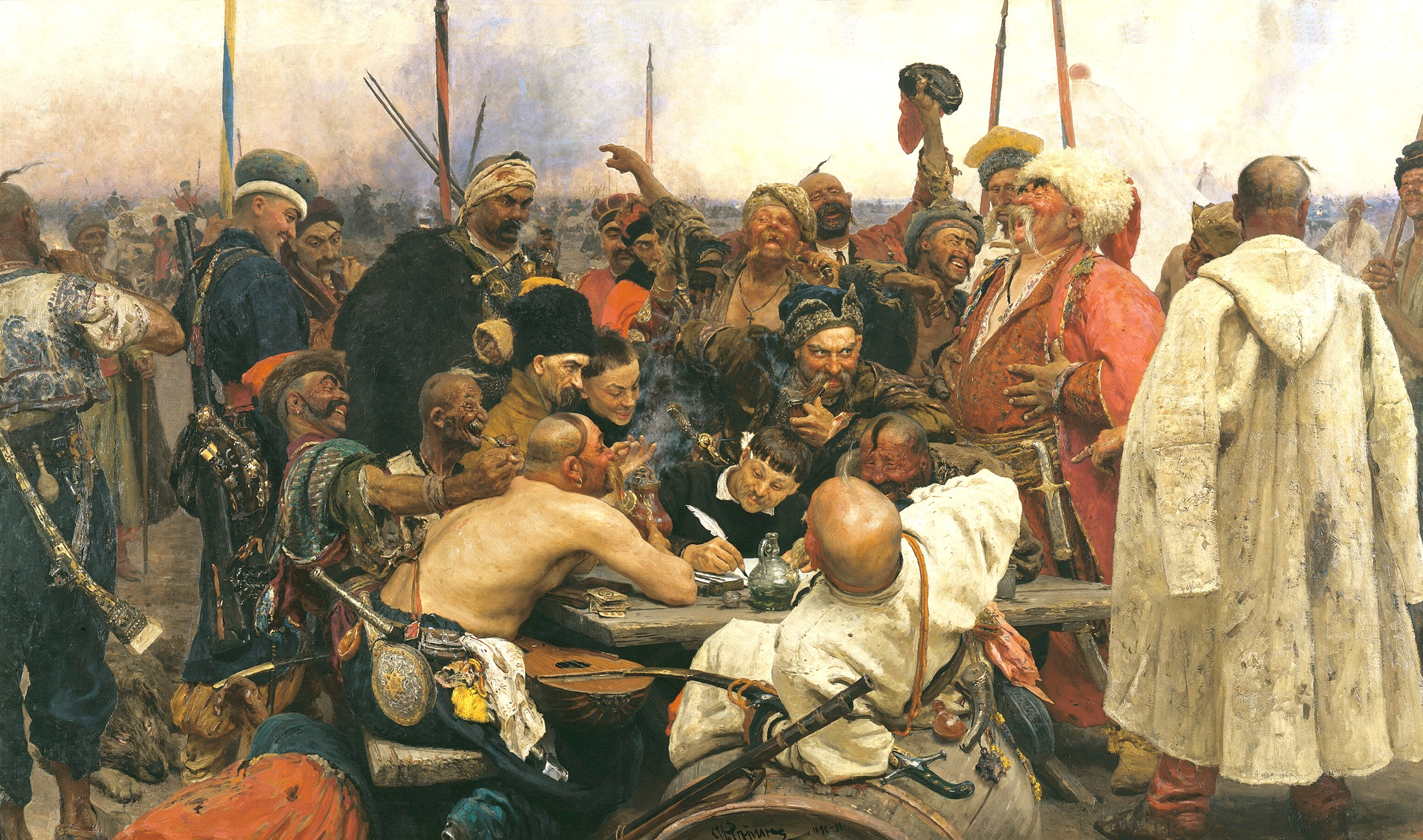
Răspunsul cazacilor zaporojeni

- Nicolas Roerich, (1874–1947) artist, om de știință, figură publică, autor a peste 7.000 picturi
- Franz Roubaud, (1856–1928)
- Olga Rozanova, (1886–1918)
- Maria Rudnițkaia, (1916–1983)
- Galina Rumianțeva, (1927–2004)
- Kapitolina Rumianțeva, (1925–2002)
- Lev Russov, (1926–1988)
- Andrei Riabușkin, (1861–1904) pictor al unor scene istorice, devotat în special istoriei sec. al XVII-lea al Rusiei
- Arcadi Rilov, (1870–1939)
- Ilia Repin, (1844–1930) pictor faimos pentru portretele și scenele istorice, autor al picturilor Edecarii de pe Volga și Răspunsul cazacilor zaporojeni,
- Andrei Remnev,
- Alexander Rodcenko, pictor avantgardist, grafician
- Andrei Rubliov, cel mai faimos pictor rus de icoane, autor al Icoanei Sfintei Treimi

## S
- Vladimir Sakson, (1927–1988)
- Tahir Salahov, (n. 1928)
- Alexander Samokhvalov, (1894–1971)
- Martiros Saryan, (1880–1972)
- Ivan Savenko, (1924–1987)
- Leningrad Union of Artists
- Gleb Savinov, (1915–2000)
- Vladimir Seleznev, (1928–1991)
- Alexander Semionov, (1922–1984)
- Arseny Semionov, (1911–1992)
- Zinaida Serebriakova, (1884-1967)
- Yuri Shablikin, (n. 1932)
- Boris Shamanov, (1931–2009)
- Alexander Shilov, (n. 1943)
- Alexander Shmidt, (1911–1987)
- Oleksii Șovkunenko, (1884–1974)
- Nadejda Șteinmiller, (1915–1991)
- Elena Skuin, (1908–1986)
- Galina Smirnova, (n. 1928)

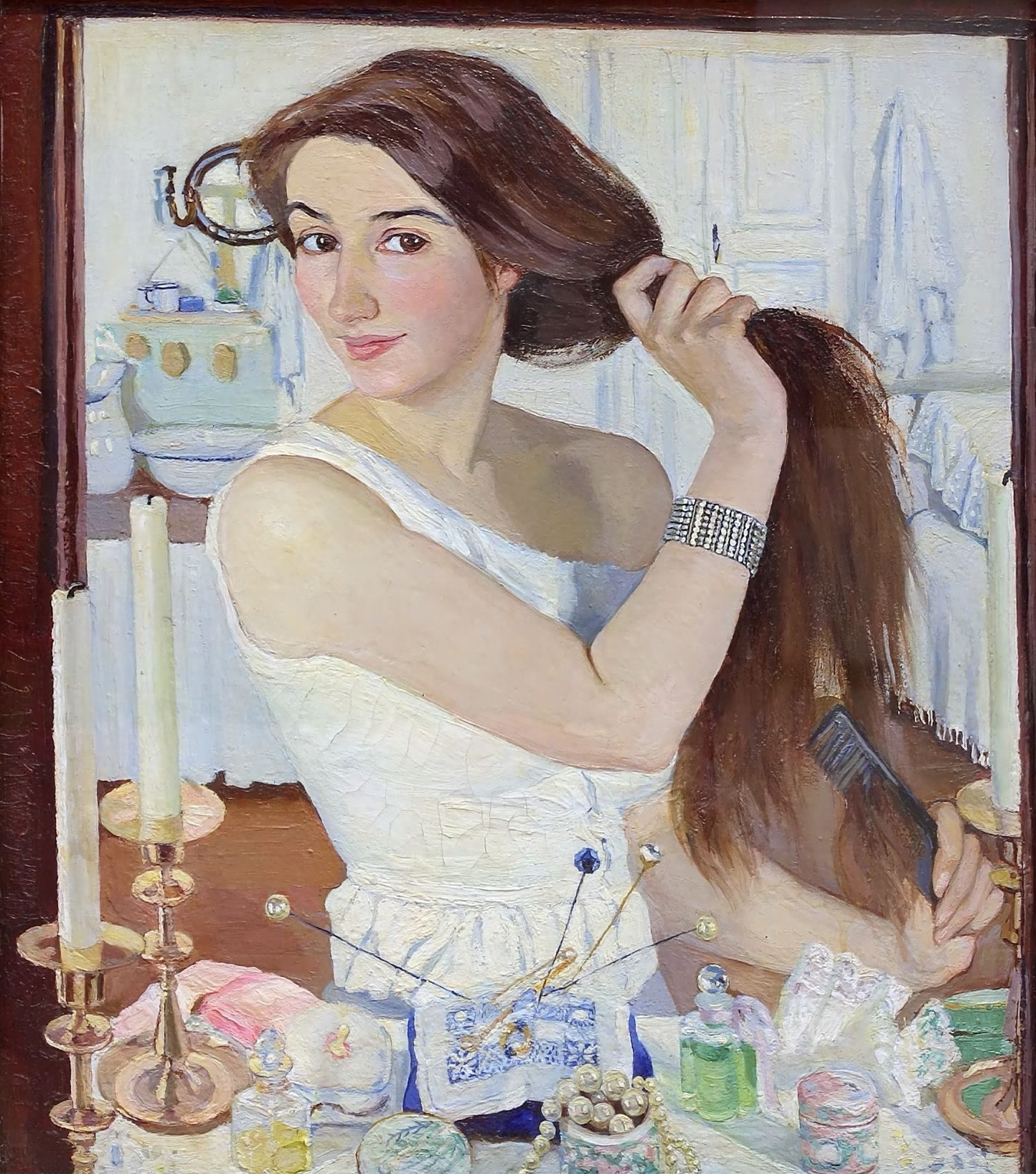
Zinaida Serebriakova

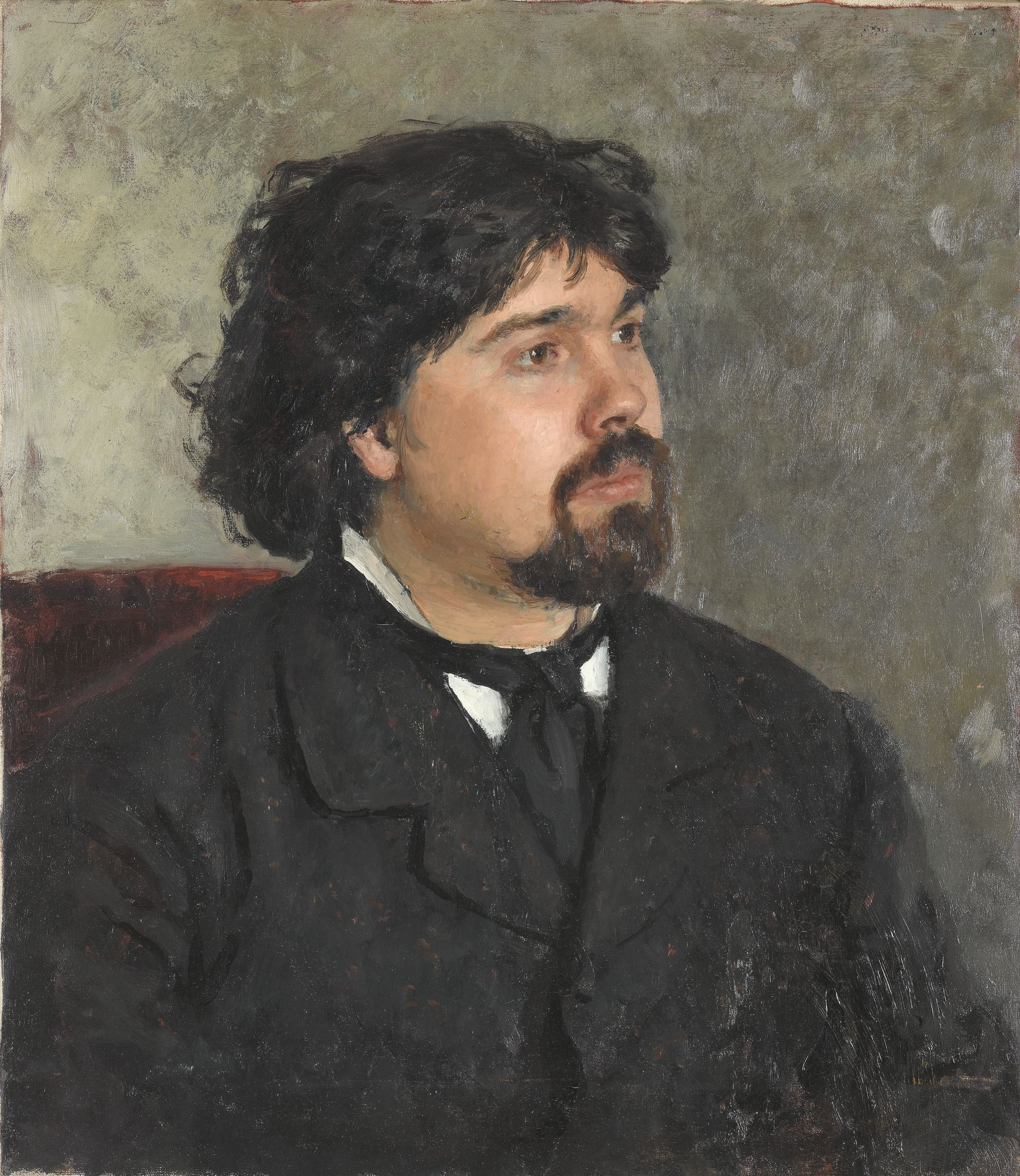
Vasili Surikov

- Nikolai Nikolaevici Smoliakov  (1937-1999)
- Alexander Sokolov, (1918–1973)
- Alexander Stolbov, (n. 1929)
- Alexei Savrasov, peisagist, creator al stilului peisajului liric
- Silvestr Șcedrin,
- Zinaida Serebriakova, cea mai prolifică pictoriță al Rusiei, faimoasă pentru portrete și nuduri
- Valentin Serov, pictor impresionist, portretist, autor al picturii Fetiţa cu piersicile și Răpirea Europei
- Taras Șevcenko,  poet și pictor romantic
- Ivan Șișkin, autor al celor mai celebre picturi reprezentând peisaje, picturile: Dimineaţă în pădurea de pini, Lan de secară, Ploaie în pădurea de stejar
- Konstantin Somov, prominent ilustrator de literatură
- Vasili Surikov, autor al picturilor faimoase din istoria Rusiei: Dimineaţa execuţiei lui Strelţi, Boieroaica  Morozova, Marşul lui Suvorov prin Alpi

## T
- Alexander Tatarenko, (1925–2000)
- German Tatarinov, (1925–2006)
- Victor Teterin, (1920–1991)
- Nikolai Timkov, (1912–1993)
- Leonid Tkacenko, (n. 1927)
- Mikhail Tkachev, (n. 1912)
- Mikhail Trufanov, (1921–1988)
- Yuri Tulin, (1921–1986)
- Vitali Tulenev, (1937–1998)
- Nikolai Tîrsa,
- Aleksandr Tîșler,

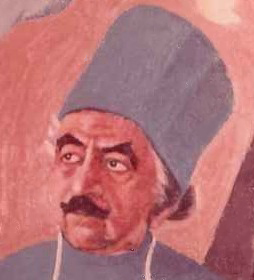
I. Tsvaygenbaum Section of portrait Dr. Ilizarov, 1988

- Vasili Tropinin,  portretist romantic și realist
- Israel Țvaigenbaum, (n. 1961) pictor

## U
- Nadezhda Udaltsova, (1886–1961)
- Simon Ușakov, prolific pictor de icoane

## V

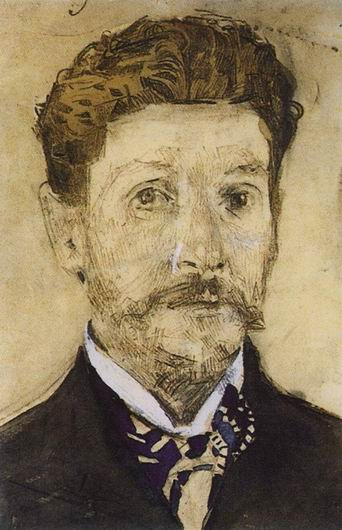
Mihail Vrubel

- Samuel Veksler, (n.1966) faimos pictor rus, apartine Scolii Ruse - Cubism Sintetic, picturile sale avand teme recurente natura statica, muzica, scene de bal si serate muzicale, si in special tema cuplului indragostit.
- Ivan Varichev, (n. 1924)
- Anatoli Vasiliev, (1917–1994)
- Piotr Vasiliev, (1909–1989)
- Valery Vatenin, (1933–1977)
- Nina Veselova, (1922–1960)
- Igor Veselkin, (1915–1997)
- Boris Vipper, (1888–1967)
- Rostislav Vovkushevsky, (1917–2000)
- Fiodor Vasiliev, pictor liric de peisaje
- Victor Vasnețov, faimos pictor specializat pe teme istorice și ale mitologiei slave, inventator al budenovka, (șapcă purtată în special de militari în Revoluția din Octombrie), autor al picturii Covorul zburător,  Ţarul Ivan cel Groaznic,
- Alexei Venețianov, pictor proeminent , fondator al "Școlii Venețianov"
- Vassili Vereșciaghin, pictor ale unor scene de luptă, autor al picturilor: Apoteoza Războiului și Sfârtecaţi de tunuri în India britanică
- Mihail Vrubel, lider al Simbolismului rus, autor al picturii  Demon şezând și Prinţesa lebădă
- Nikolai Iaroșenko, pictor realist și portretist

## Y

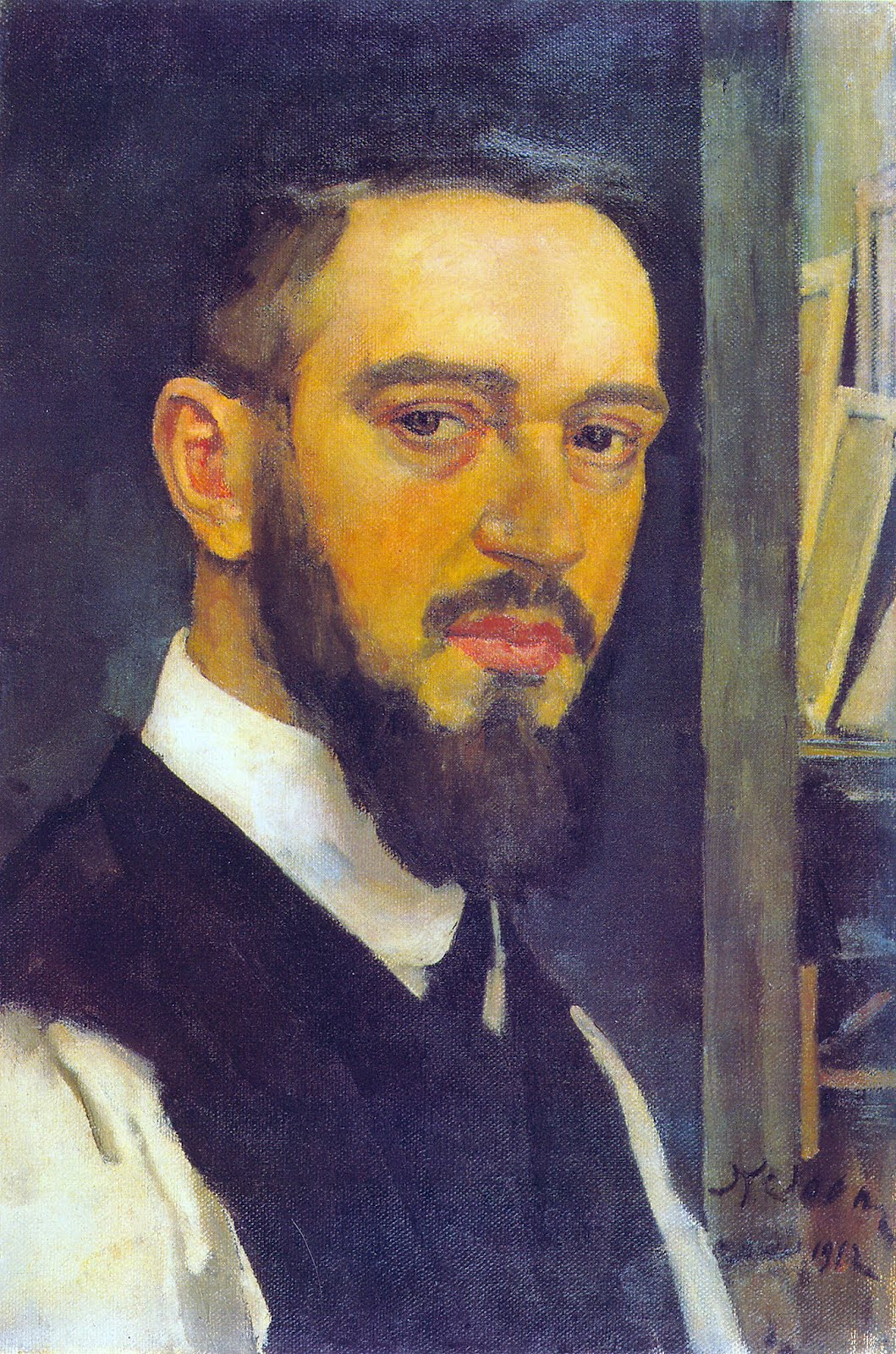
Konstantin Iuon

- Lazar Iazgur, (1928–2000)
- Vasili Iefanov, (1900–1978)
- Konstantin Iuon, (1875–1958)

## Z
- Vecheslav Zagonek, (1919–1994)
- Ruben Zaharian, (1901–1993)
- Sergei Zaharov, (1900–1993)
- Maria Zubreeva, (1900–1991)
- Piotr Zaharov-Ceceneț, pictor de origine cecenă
- Saveli Moiseevici Zeidenberg